# Henri Jacoubet
Henri Jacoubet est un romaniste et un universitaire français né le 16 octobre 1877 à Toulouse et mort le 4 décembre 1943 à Grenoble. Professeur de littérature française à la Faculté des lettres de Grenoble, il est surtout connu aujourd'hui pour son rôle pionnier dans l'étude du style troubadour.

## Biographie
Henri Jacoubet est né à Toulouse le 16 octobre 1877. 
Il soutient en 1923 à la Sorbonne une thèse de doctorat ès lettres portant sur le comte de Tressan et les origines du genre troubadour (thèse principale), ainsi qu'une thèse complémentaire consacrée à l'édition critique des Trois Centuries de Jean de Boyssoné, juriste et homme de lettres humaniste du XVIe siècle.
Il est un des premiers chercheurs à étudier le style troubadour,.
D'abord professeur de première supérieure au Lycée de Toulouse (lycée Fermat), il devient par la suite professeur de littérature française à la Faculté des lettres de Grenoble.
Le 19 décembre 1931, il est élu membre de l'Académie delphinale et en devient président pour l'année 1936.
Au cours de la Seconde Guerre mondiale, il s'implique dans la Résistance en diffusant la revue clandestine lyonnaise La France intérieure,.
Il meurt à Grenoble, le 4 décembre 1943,,
Son fils, André Jacoubet, officier de marine et pilote de l'aéronavale, est abattu aux commandes de son appareil par une patrouille de quatre avions allemands à 150 mètres du village de Lécaude, le 17 juin 1940.

## Publications
- Le Comte de Tressan et les origines du genre troubadour, Paris, Presses universitaires de France, 1923 [lire en ligne]
- Les Trois Centuries de Maistre Jehan de Boysonné, docteur régent à Tholoze; édition critique publiée avec une introduction historique et littéraire, Toulouse, Privat, 1923.
- Le Genre troubadour et les origines françaises du romantisme, Paris, Les Belles Lettres, 1929 [lire en ligne] Prix Narcisse Michaut 1929 de l'Académie française[11]
- Jean de Boyssoné et son temps, Toulouse, Privat, 1930
- La Correspondance de Jehan de Boyssoné, Toulouse, Privat, 1931.
- Les Poésies latines de Jehan de Boyssoné (manuscrits de Toulouse 835), résumées et annotées, Toulouse, Privat, 1931 [lire en ligne]
- Comment le XVIIIe siècle lisait les romans de chevalerie, Grenoble, Xavier Drevet, 1932 [lire en ligne]
- Les Romans de Stendhal, Grenoble, Xavier Drevet, 1934.
- Variétés d'histoire littéraire, de méthodologie et de critique d'humeur, Paris, Les Belles Lettres, 1935 Prix Montyon 1936 de l'Académie française[11]
- Tout le Dauphiné dans l'oeuvre de Louise Drevet : légende, histoire, période contemporaine, Grenoble, Librairie du Dauphiné, 1937
- Stendhal, Paris, Éditions de la "Nouvelle revue critique", 1943
- Curiosités et récréations littéraires, Paris, Les Belles Lettres, 1943